# Crespinet
Crespinet är en kommun i departementet Tarn i regionen Occitanien i södra Frankrike. Kommunen ligger i kantonen Valderiès som tillhör arrondissementet Albi. År 2022 hade Crespinet 181 invånare.

## Befolkningsutveckling
Antalet invånare i kommunen Crespinet
| Referens: INSEE |